# 第二次世界大戰戰前年表
本條目涵蓋自第一次世界大戰結束後至第二次世界大戰爆發前的期間(1918年-1939年)，包含軍事衝突、外交折衝、政治角力及各式條約的簽訂等等，影響或導致第二次世界大戰之事件。

## 1910年代

### 1918年

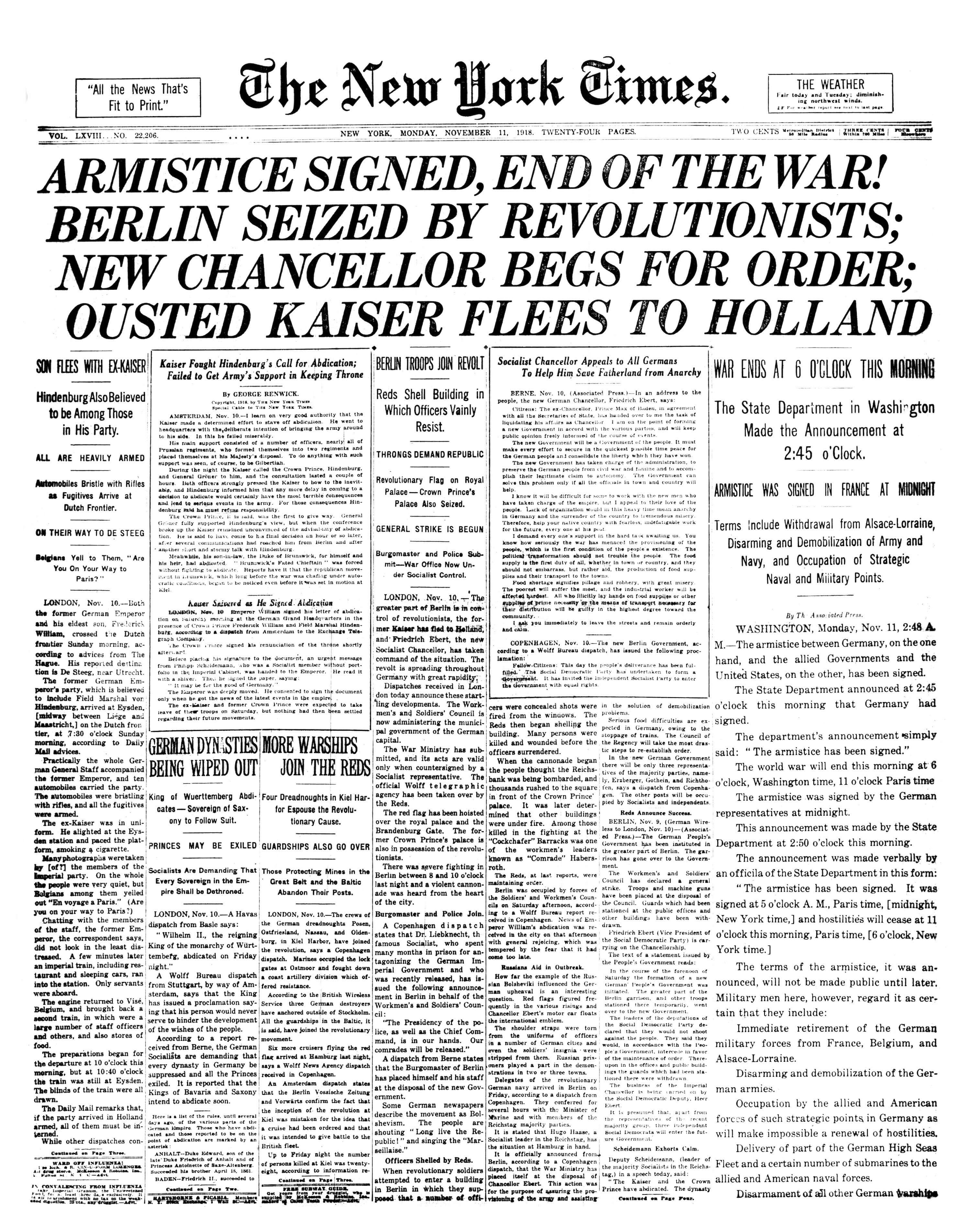
1918年11月11日紐約時報頭版對終戰的相關報導

- 11月11日

由協約國代表福煦元帥與德國代表簽訂康邊停戰協定，此協定標誌了第一次世界大戰的結束。

### 1919年

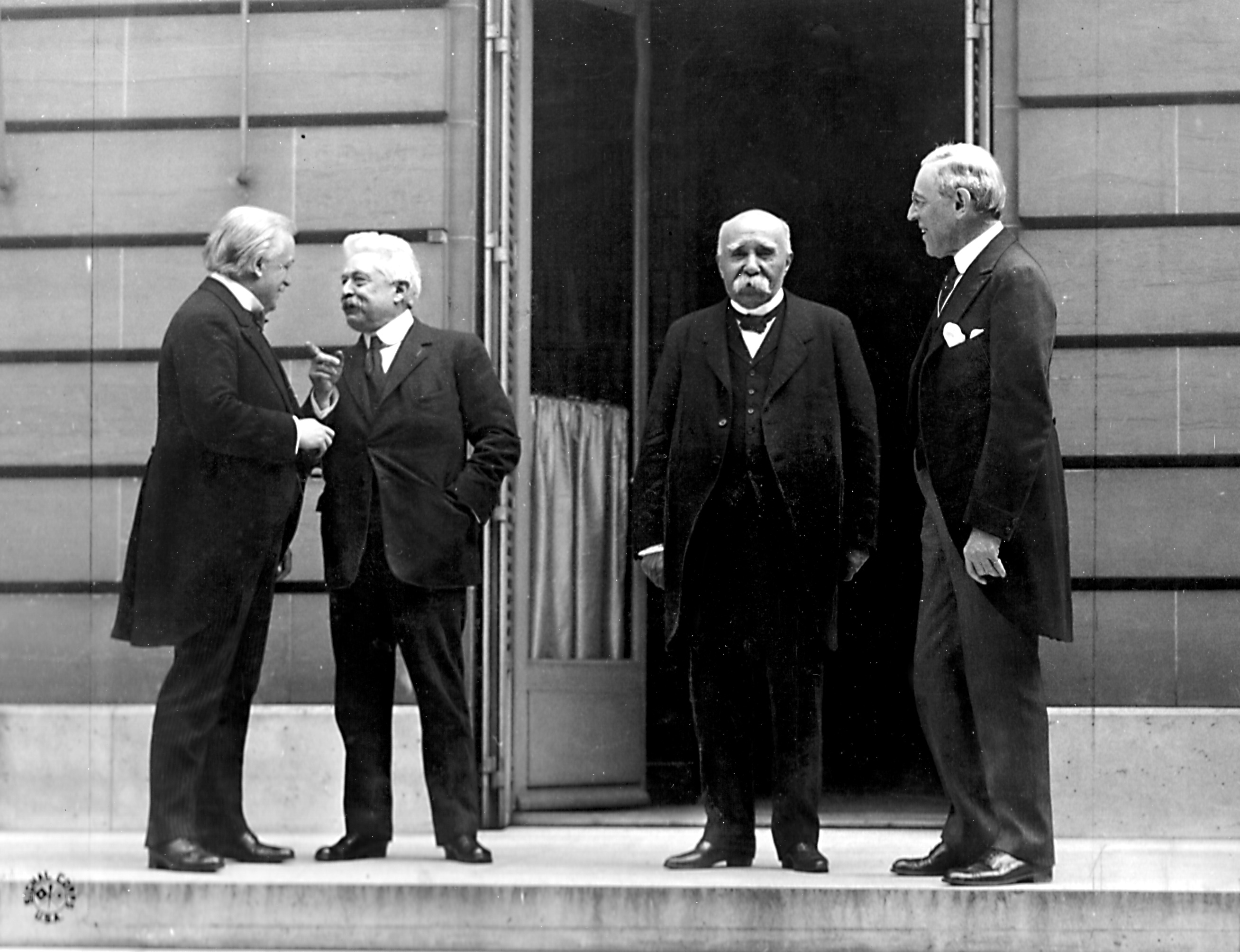
巴黎和會四巨頭(由左至右分別是英國首相勞合·喬治，意大利总理奥兰多， 法國總理乔治·克列孟梭和 美國總統威爾遜。)

- 1月4日至15日

斯巴達克同盟與極左派人士合組革命委員會發動第二股革命浪潮。最後導致德意志帝國的覆亡，並促成威瑪共和國的成立，以及極右翼勢力的納粹黨崛起。
- 1月18日

協約國為解決戰爭所造成的問題，以及奠定戰後的和平，於是召開巴黎和會，其中對德和約《凡爾賽條約》最為重要，對日後的國際關係有著深遠影響。
- 2月

俄羅斯與波蘭在邊界發生武力衝突。
- 3月2日

在列寧的領導下於莫斯科成立第三國際(或稱共產國際)，其目標是建立一個全球性的共產主義國家。
- 5月15日

希臘軍隊占領土耳其伊茲密爾，土耳其革命者隨後展開一場政治與軍事抵抗。
- 6月28日

在巴黎和會歷經六個月的談判後，各國在巴黎凡爾賽宮簽署《凡爾賽條約》，要求德國限縮軍事武裝、支付巨額的戰爭賠償及喪失部份領土等戰爭責任。美国参议院沒有批准該條約，後來與德國單獨媾和。
- 9月10日

協約國與奧地利簽署《聖日耳曼條約》，宣布解散奧匈帝國並承認匈牙利、捷克斯洛伐克、波蘭與南斯拉夫王國。美國沒有批准該條約，後來與奧地利單獨媾和。
- 11月27日

協約國與保加利亞簽署《納伊條約》，條約內容包含割讓領土、支付賠償及限制軍隊人數。

## 1920年代

### 1920年

1920年到1945年國際聯盟各成員國的加盟情形。

- 1月10日

《凡爾賽條約》正式生效，在威爾遜主持下國際聯盟宣告正式成立。
- 1月16日

在《凡爾賽條約》生效六天之後，國際聯盟在巴黎召開第一次議會會議。
- 1月21日

巴黎和會閉幕。
- 3月

卡普政變企圖推翻威瑪政權，政變起因於威瑪政府簽署《凡爾賽條約》。
- 6月4日

匈牙利與協約國簽署《特里阿農條約》，確立匈牙利領土範圍。
- 8月10日

鄂圖曼帝國與協約國簽署《色佛爾條約》，削減帝國領土與軍事武力。
- 10月

波蘭將軍盧齊昂·傑里哥斯基，發動軍事行動占領立陶宛維爾紐斯，並成立傀儡政權中立陶宛共和國。
- 11月15日

國際聯盟在日內瓦的總部，由時任美國總統威爾遜召開首屆大會，共有41個會員國與會。由於美国参议院未批准《凡爾賽條約》(條約內包含《國際聯盟盟約》)，因此美國未能加入國際聯盟參與正式運作。

### 1921年
- 3月18日

波蘭、俄羅斯和烏克蘭簽署《里加條約》，標誌著波蘇戰爭的結束。
- 8月24日

美國與奧地利在維也納簽署《美奧和平條約》，並於同年11月8日生效。
- 8月25日

美國與德國在柏林簽署《美德和平條約》，並於同年11月11日生效。
- 8月29日

美國與匈牙利在布達佩斯簽署《美匈和平條約》，並於同年12月17日生效。
- 11月12日

由時任美国总统哈定於華盛頓召開華盛頓會議共有9國參與，商議太平洋和遠東問題及限制海軍軍備問題。

### 1922年

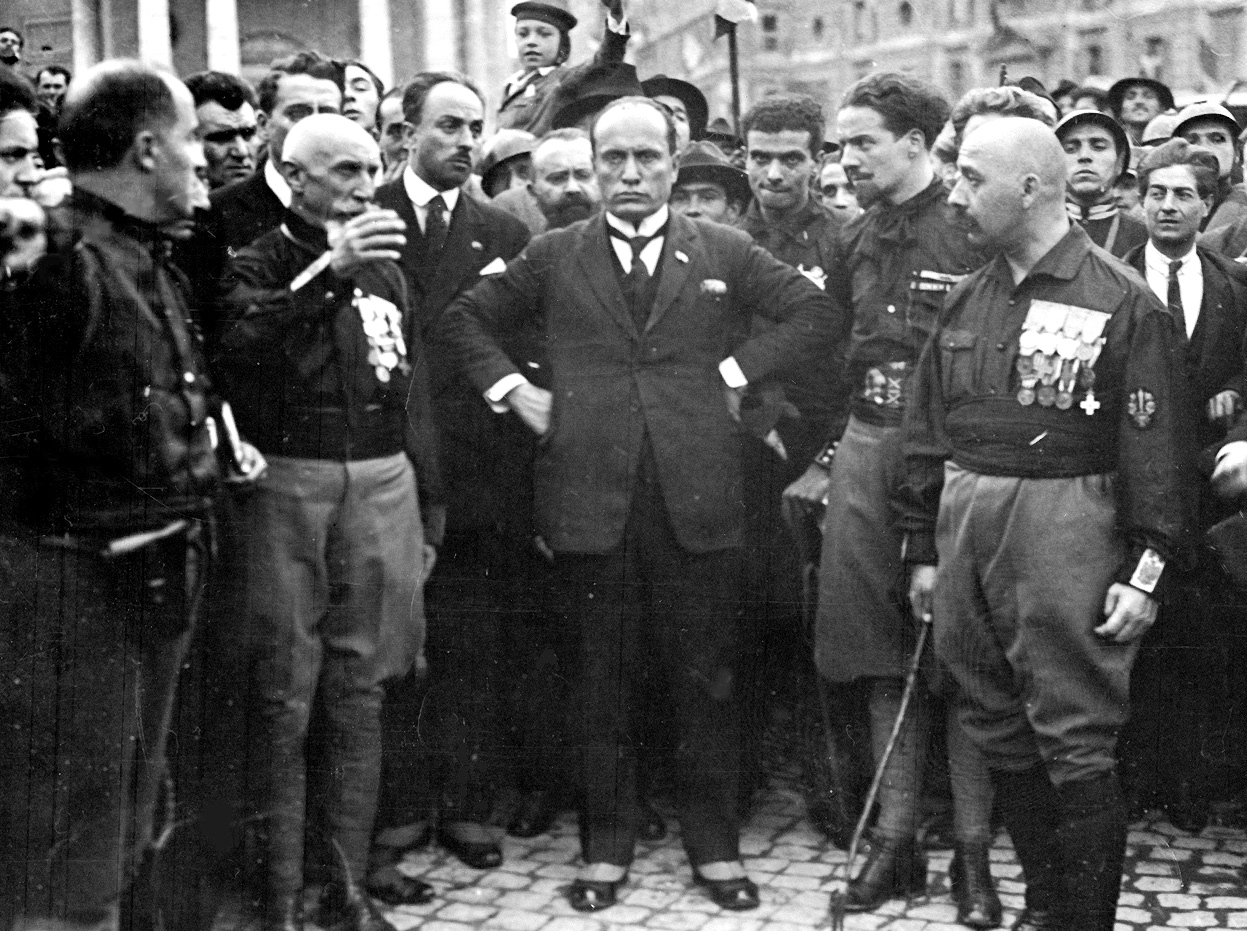
墨索里尼與支持群眾。

- 2月6日

華盛頓會議結束，美國、英國、日本、法國和義大利五國簽署《華盛頓海軍條約》，限制海軍軍備。
- 4月16日

德國和俄羅斯簽署《拉巴洛條約》，雙方政府同意外交正常化並加強經濟合作。
- 10月

俄國內戰自1917年持續至1922年為止。
- 10月22日至29日

法西斯領袖墨索里尼藉由號召支持者發動政變，迫使意大利国王伊曼紐三世將政權移轉並由墨索里尼組建新政府。
- 11月1日

土耳其大国民议会廢黜鄂圖曼帝國蘇丹。
- 12月30日

俄羅斯、烏克蘭、白俄羅斯和外高加索共同組成苏维埃社会主义共和国联盟(簡稱蘇聯)。

### 1923年

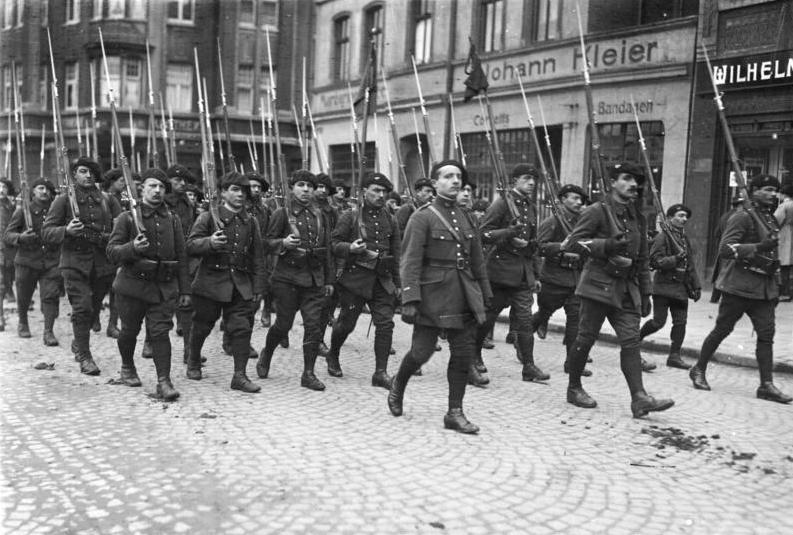
1923年6月間法國部隊行經德國魯爾區街道。

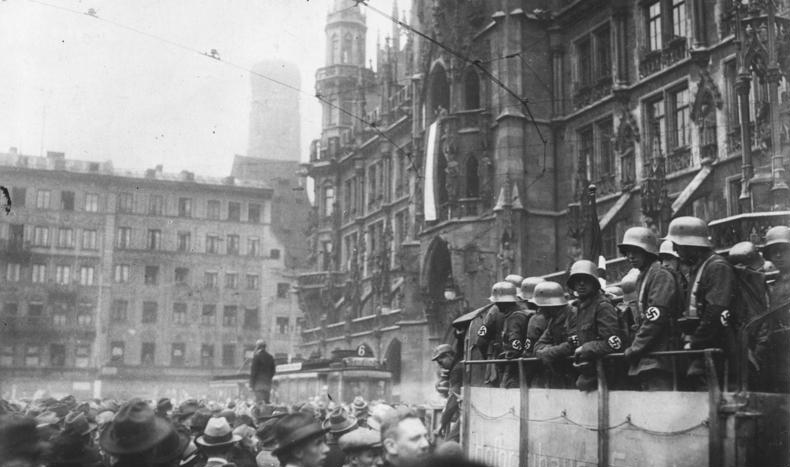
啤酒館政變時的玛利亚广场。

- 1月11日

為使德國履行《凡爾賽條約》，法國總理雷蒙·普恩加萊出兵德國占領魯爾地區，迫使德國繼續支付賠款。法國與比利時的軍事行動使得德國國內的恶性通货膨胀危機加劇，政府則放任國內通貨膨脹惡化，以便讓自己失去償還能力來規避賠款，卻加速德國右翼政黨勢力的形成。
- 7月24日

土耳其與英国、法國、義大利、日本、希臘、羅馬尼亞王國和南斯拉夫王國簽署《洛桑条约》，土耳其獨立戰爭終告落幕，條約的簽署確立現代土耳其的領土和繼承鄂圖曼帝國成為新主權國， 使新政權獲國際承認。
- 8月31日至9月27日

義大利政府不滿意希臘政府對科孚事件的回應，因此出兵占領科孚島對希臘施壓。
- 10月29日

土耳其大国民议会立法宣布成立土耳其共和國。
- 11月8日至9日

受到墨索里尼政變成功的影響，德國納粹黨在慕尼黑的貝格勃勞凱勒啤酒館發起政變，但失敗收場。

### 1924年

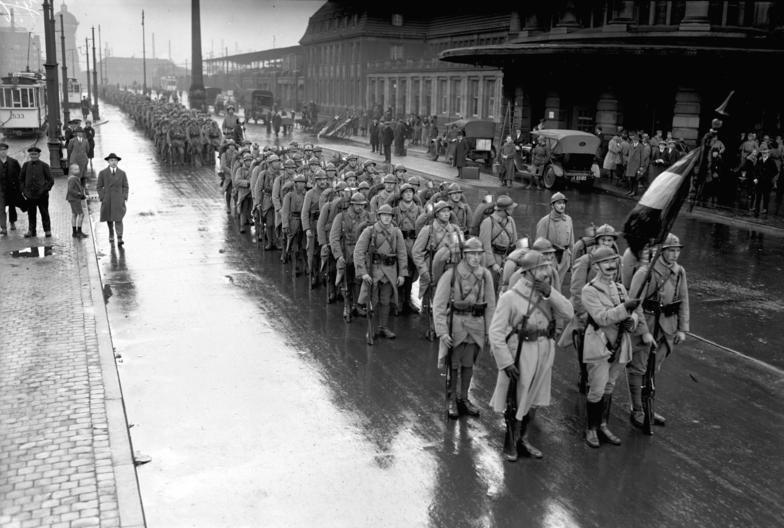
1924年10月法國部隊自魯爾多特蒙德撤離時的情形。

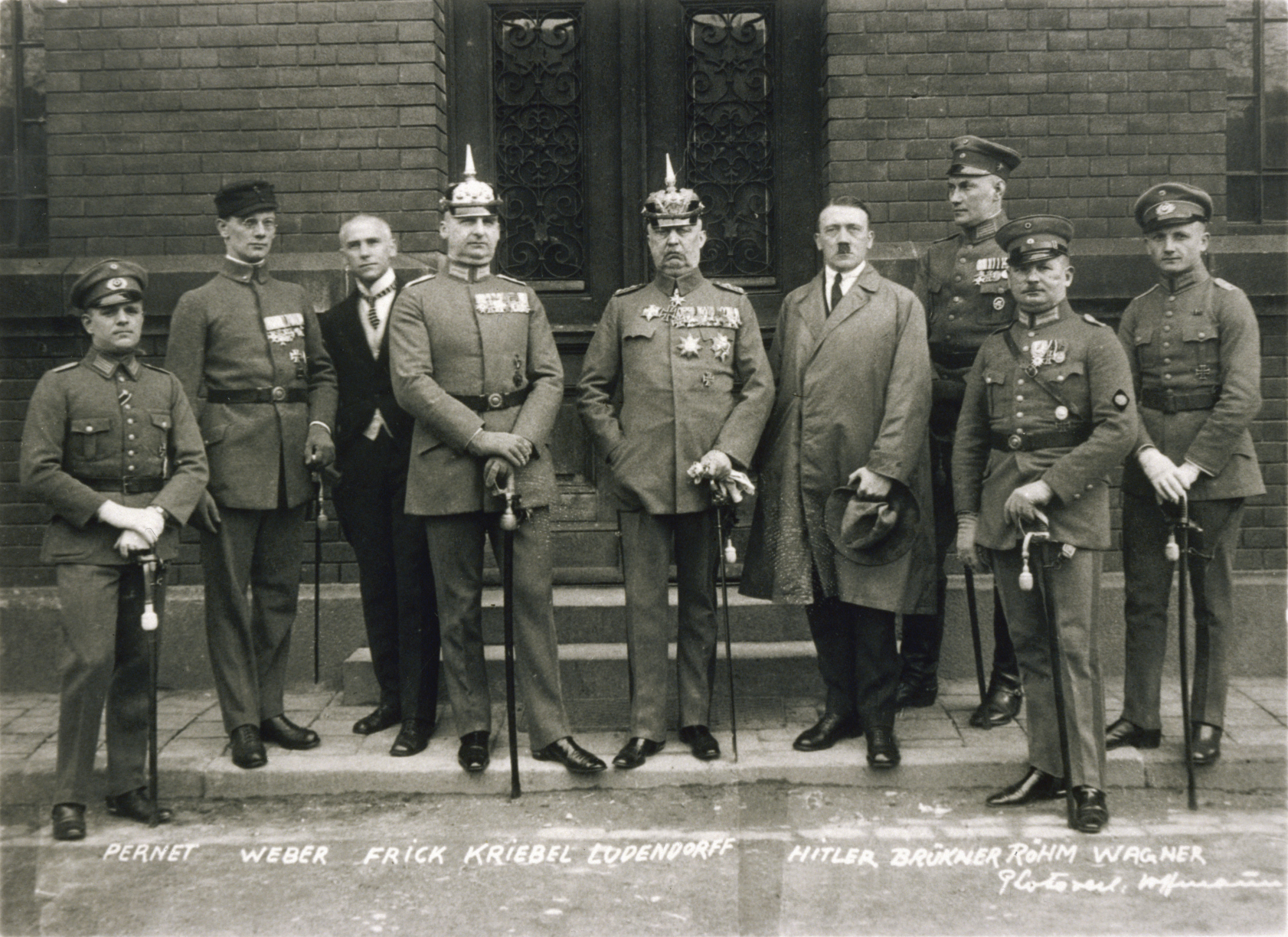
啤酒館政變審判中，列位被告站在慕尼黑人民法庭前的合照。（由左至右分別是：坡內特、韋伯、弗利克、克里布爾、鲁登道夫、希特勒、布魯克納、羅姆和瓦格納。）

- 1月21日

蘇聯領導人列宁去世。斯大林開始鏟除異己，鞏固權力。
- 2月1日

英国承認蘇聯。
- 4月1日

希特勒因參與啤酒館政變遭判五年徒刑入獄。在巴伐利亞最高法院駁回檢察官的抗告之後，希特勒於同年12月20日獲釋出獄，連同審理還押期間希特勒僅服刑約一年的時間。
- 4月6日

義大利国家法西斯党在國會選舉中，運用極具爭議性的手段贏得三分之二的多數席位。
- 6月10日

義大利統一社會黨領袖馬泰奧蒂，在羅馬遭国家法西斯党份子綁架殺害。
- 8月16日

德國和協約國同意接受道威斯計劃，解決德國戰後賠款問題以及協約國軍隊自魯爾撤軍。此計畫代表德國第一次成功違抗《凡爾賽條約》，且使得條約轉向對德國有利的方向。
- 8月18日

法國開始從德國魯爾撤軍。

### 1925年

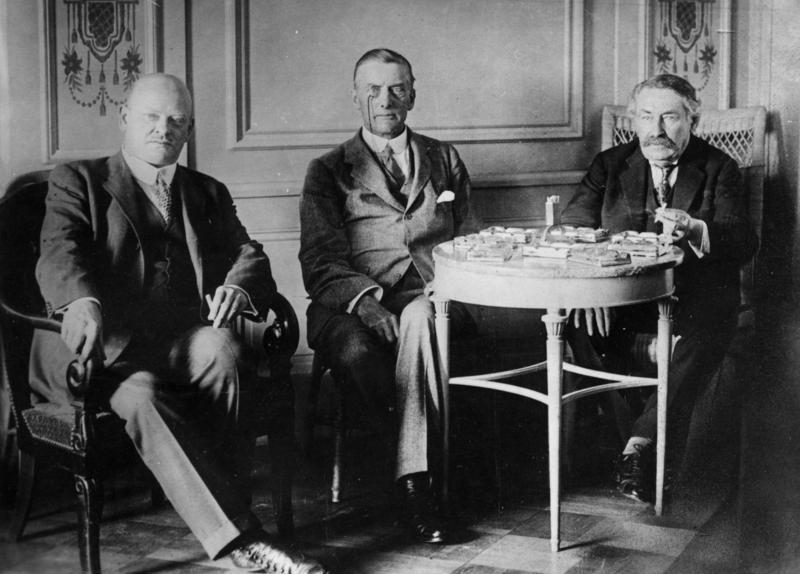
1925年10月三位代表在瑞士罗加诺進行商議。(由左至右分別是德國外交部長施特雷澤曼、英國外交大臣張伯倫和法國總理白里安。)

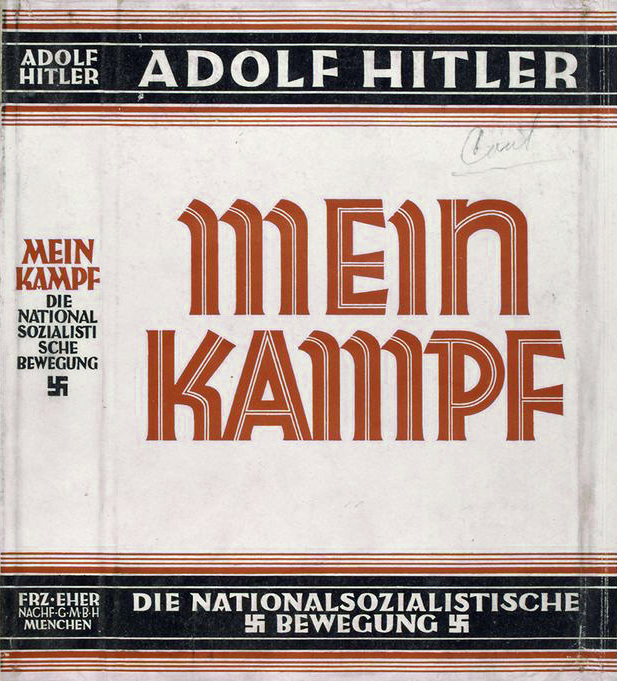
希特勒自傳─我的奋斗1926-1927年版書衣。

- 7月18日

希特勒在獄中口述由赫斯紀錄的自傳，我的奋斗上冊出版發行。下冊於隔年發行。
- 12月1日

《罗加诺公约》正式在倫敦簽署(隔年9月14日在日內瓦批准生效，且登記在國際聯盟條約集內)，公約內容包含協約國與東歐戰後新興國家協議領土邊界，並與德國的外交關係正常化。羅加諾公約為當時的國際關係帶來和平的希望。

### 1926年
- 1月3日

潘加洛斯將軍宣布自己是希臘的獨裁者。
- 1月31日

英國和比利時軍隊撤離德國科隆。
- 4月4日

希臘獨裁者潘加洛斯將軍當選總統。
- 4月24日

德國外交部長施特雷澤曼與蘇聯駐德大使尼古拉·克列斯京斯基，在柏林共同簽署《柏林條約》，條約內重申德國與蘇聯於1922年所簽訂的《拉巴洛條約》，且未來五年內兩國互不侵犯和中立條款。此舉對波蘭產生相當程度的威脅和衝擊(導致波蘭政變)；而歐洲各國認為可能會影響到德國在《罗加诺公约》中的義務，法國則擔心在此背景下德國會加入國際聯盟。
- 5月12日至14日

波蘭元帥畢蘇斯基，在首都華沙發動軍事政變。
- 9月8日

德國加入國際聯盟。
- 12月25日

日本大正天皇駕崩，皇太子裕仁親王踐祚，繼位為天皇。

### 1927年
- 4月12日

中國國民黨中央常委蔣中正聯合上海共進會及右派工人在上海的閘北、南市、浦東、吳淞等地，向上海總工會糾察隊發起攻擊，第二十六軍第二師強勢解除糾察隊武裝且搜捕中國共產黨員和蘇聯要員，史称“四一二事件”；國共合作正式破裂，為國共內戰埋下了導火線。此舉引發汪兆銘不滿，導致寧漢一度分裂。
- 5月20日

内志与汉志王国(即現代沙特阿拉伯的前身)與英國簽署《吉達條約》，承認伊本·沙特擁有內志與漢志王國的主權，內志與漢志王國從英國獨立。
- 6月7日

蘇聯大使彼得·博伊科夫在波蘭華沙遭到白俄流亡青年鮑里斯·卡維爾達的暗殺。
- 8月1日

中國共產黨中央軍委書記周恩來與國民革命軍第九軍副軍長朱德、第二十軍軍長贺龙和第十一軍副軍長葉挺等人率部起兵攻占南昌，就此中國國民黨與中國共產黨之間展開了長達十年的內戰。
- 11月12日

托洛斯基與季諾維耶夫遭到苏联共产党中央委員會投票決定開除黨籍，隨後中央政治局在第十五次代表大會上將其黨羽悉數剷除。托洛斯基在這場和斯大林的路線鬥爭中敗下陣來，而斯大林的權力則更加穩固。

### 1928年

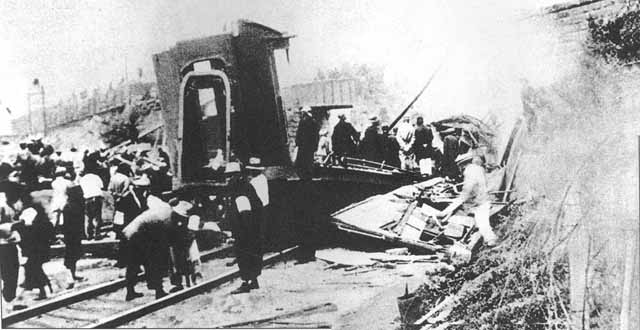
皇姑屯事件事發現場照片。

- 5月3日至11日

國民政府北伐軍行經山東濟南時與日軍發生爭執，導致雙方在城內爆發激烈的武裝衝突，特派山東交涉員蔡公時等人在山東交涉公署內慘遭殺害。雙方多次交涉未果，日軍於11日進軍攻占濟南
- 6月4日

日本方面和奉系军阀張作霖之間的矛盾日漸深化，引起关东军高級參謀河本大作私自密謀暗殺張作霖，張作霖因北伐軍進逼北京，在不得已的情況下乘坐專列退回東北，就在行經京奉鐵路與南满铁路立體交會的三孔橋時，火車被河本大作等人預先佈置的炸藥引爆炸毀，張作霖身受重傷隨後不治身亡。皇姑屯事件被遠東國際軍事法庭視為日軍侵華起點，也導致东北易帜。
- 8月2日

義大利與阿比西尼亚帝国(現今衣索比亞的前身)簽署《義衣條約》，宣示兩國友誼和合作關係。
- 8月27日

由美国国务卿凱洛格與法國外交部長白里安發起的《非战公约》在巴黎簽署，最初共有15國簽署，各國同意放棄戰爭做為解決國際爭議的國家政策， 且不論發生何種衝突或是糾紛時，都不應排除使用和平手段解決。實際上，非戰公約並未達到終止戰爭的目的和為國際和平帶來立即性的效果。
- 10月1日

在蘇聯第十五次代表大會上決議的第一個五年計畫開始執行，此計畫是基於中央總書記斯大林的經濟政策下 ，所推行一系列農業集体化和加速工業化的改革。透過快速的工業化為蘇聯邁向超級強國之列打下深厚的基礎，也替蘇聯製造擊敗德國的武器和贏得二戰勝利做足準備，但農業集體化卻直接導致1932年苏联大饥荒且造成數百萬人死亡，也使計畫在實行四年後提前終止而非原訂的五年。
- 12月29日

張學良宣布東三省易幟，通電南京接受國民政府的領導，北洋政府的終結象徵著國民革命軍北伐成功，使國民政府在名義上完成中国统一。

### 1929年

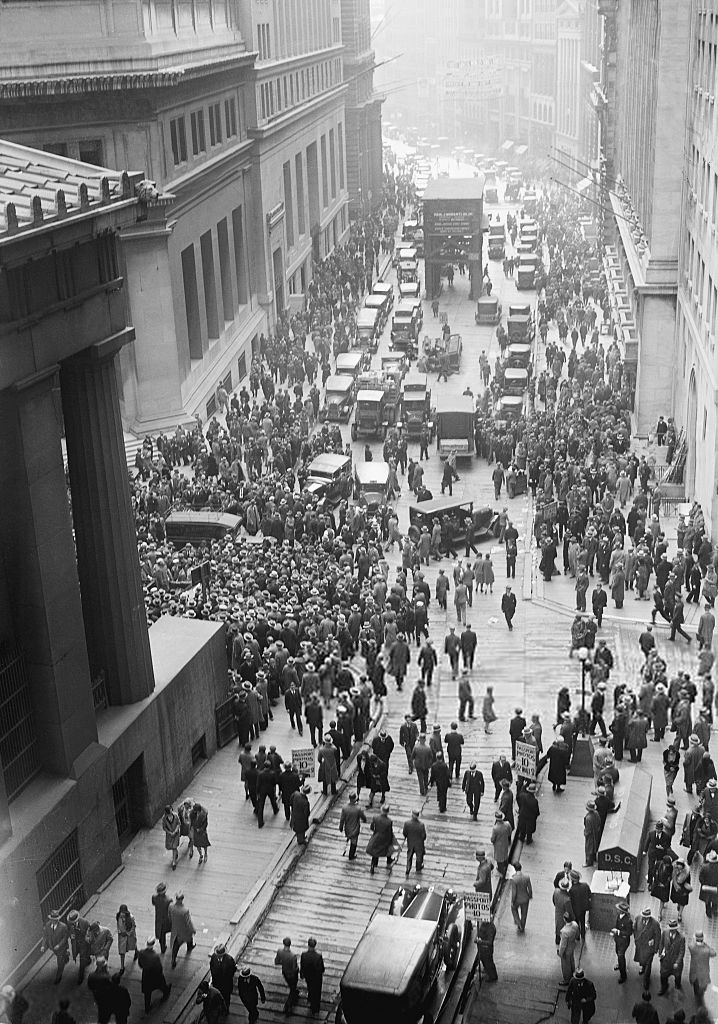
1929年華爾街股災爆發後，紐約證券交易所外擠滿人潮。

- 2月9日

蘇聯、波蘭、爱沙尼亚、羅馬尼亞王國和拉脫維亞在莫斯科簽署《李維諾夫公約》(同年6月3日登記在國際聯盟條約集內)，此條約依據《非战公约》原則訂立，各國承諾不使用武力來解決爭端，因此亦被視為東方的非戰公約。
- 2月11日

義大利總理墨索里尼與梵蒂岡國務樞機卿彼得·加斯帕里在羅馬拉特朗宫簽署《拉特兰条约》，以解決義大利和聖座之間將近60年來的問題。
- 3月28日

濟南慘案在中日雙方在歷經多次談判後，由南京国民政府外交部長王正廷與日本駐華公使芳澤謙吉在南京簽署《中日濟案協定》，協定內容要求日本駐山東軍隊於兩個月內撤退、中日共組調查委員會另行調查，濟南慘案在責任歸屬和真相未明之前草草收場。
- 4月3日

波斯帝國簽署《李維諾夫公約》。
- 7月24日

《非战公约》生效。
- 8月6日至8月31日

楊格計畫在第一次海牙會議結束後定案，取代1924年的道威斯計劃。和道威斯計畫相比，楊格計畫進一步將德國每年的賠款減少了約百分之二十，分成58年半(直到1988年)來支付。取消協約各國對德國財政狀況的監督，一切賠款問題都交由新成立的國際清算銀行來協調處理。
- 10月29日

華爾街股災達到最高峰，當日的交易量超過1,600萬股，收盤時市場跌幅超過12.8%，而帳面損失超過140億美元，股災直接衝擊到經濟發展，導致全球持續數年的經濟大蕭條。

## 1930年代

### 1930年
- 1月3日

楊格計畫在第二次海牙會議上正式通過。然而受到華爾街股災的影響，全球陷入經濟衰退危機，美國的貸款停止流入，使得德國政府有機會擺脫賠款，並取消楊格計畫中訂出的新規範。
- 4月22日

英國、日本、法國、義大利和美國共同簽署伦敦海军条约，限制海軍裝備和規範潛艦交戰規則。
- 6月30日

英國駐伊拉克最高行政長官漢弗萊斯與伊拉克首相賽義德在巴格達簽署《英伊條約》。雖然此條約的簽署讓伊拉克在兩年後結束英國的託管邁向正常化國家之路，並以伊拉克王國的名義加入國際聯盟，但是條約內卻無條件提供英國軍隊在伊拉克境內幾乎毫無限制的權力。
- 6月30日

法國將萊茵蘭剩餘部隊撤回，結束佔領萊茵蘭。
- 9月14日

儘管社民黨在國會選舉中仍維持第一大黨，但是納粹黨和德国共产党的席次大幅增加，躍昇為國會的第二和第三大黨。

### 1931年

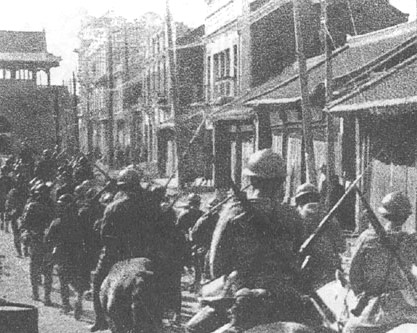
九一八事變後，日軍部隊進入瀋陽城內。

- 9月18日

日本關東軍在東北軍駐地北大營附近的柳條湖，設計炸毀日本掌控的南满铁路並誣指是中國軍所為，以此藉口對瀋陽城等地發動攻擊。翌日瀋陽、長春、營口等地皆為日軍所占。

### 1932年

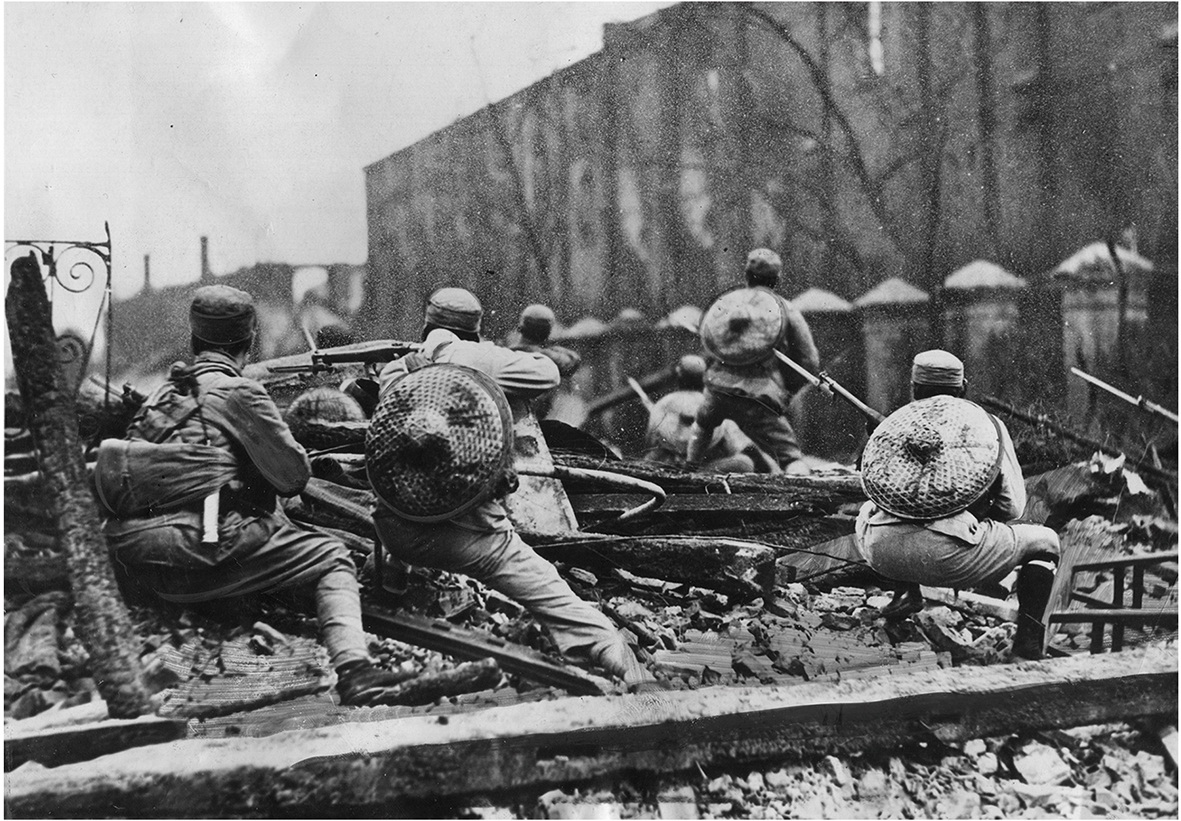
淞滬戰爭爆發，國民革命軍第十九路軍在上海與日軍交戰。

- 春季[69]

蘇聯實施第一個五年計畫中农业集体化的政策，導致境內發生大饑荒，造成數百萬人死亡。
- 1月7日

美国国务卿史汀生對中日發表聲明，美國政府對事實上之情勢違反非戰公約及門戶開放政策者均不承認，來回應日本對東北的侵略行為。
- 1月28日

同月18日日本在上海藉機製造事端，引發中日關係緊張，日本駐上海領事村井蒼松要求上海市長吴铁城道歉、緝凶、賠償和取締抗日運動。28日上海市長應允日方四項要求，然而晚間日軍又以保僑為名進犯上海與國民革命軍第十九路軍交戰，中日雙方爆發淞滬戰爭。
- 2月27日

吉林省自衛軍總司令丁超和交戰日軍提出停戰，結束中國官方自九一八事變後，在滿州抵抗日軍的侵略行動。
- 3月1日

在日本的扶植下，东北最高行政委员会委員長张景惠等人發表《建國宣言》，宣布滿洲國正式成立。
- 4月10日

德國總統選舉的第二輪投票中，由時任德國總統興登堡勝出，擊敗纳粹党參選人希特勒而獲得連任。
- 5月5日

在英美等國調停下，中日簽訂淞沪停战协定，結束淞滬戰爭。
- 5月30日

儘管在四月的總統選舉中興登堡受到布呂寧的大力支持和幫助，但是布呂寧的通貨緊縮政策，以及土地分配措施與同樣身為容克貴族的興登堡之間產生利益衝突，因此總理布呂寧在總統興登堡和施萊謝爾的運作下只好黯然下台。總統興登堡在施謝萊爾的建議下，任命巴本為新總理。

### 1933年
- 1月1日

日軍要求南關駐軍撤退，晚間猛攻山海關，中日爆發長城戰役。
- 1月30日

阿道夫·希特勒宣誓就任德國總理。
- 2月27日

國會縱火案。
- 3月5日

1933年3月德國國會選舉，納粹黨成為第一大黨。
- 3月23日

帝國議會通過德國1933年授權法。
- 3月27日

大日本帝國退出國際聯盟。
- 9月12日

匈牙利物理學家利奧·西拉德在英國停等交通號誌時，忽然得到核連鎖反應的靈感後，便開始構思核反应堆的設計圖。
- 10月17日

乘坐西摩蘭號客輪的愛因斯坦以難民的身分抵達美國，並且開始在紐澤西的普林斯顿高等研究院從事研究工作。
- 10月21日

德國退出國際聯盟。

### 1934年
- 8月2日

兴登堡病逝，希特勒将总统和总理合并为元首，开始独裁统治

### 1935年
- 3月16日

德国公开扩军55万人，并建立空军
- 10月3日

意大利入侵埃塞俄比亚

### 1936年
- 2月26日

日本二二六兵变，军部势力空前增强
- 3月7日

德國重新武裝萊茵蘭
- 7月17日

西班牙内战，在德国和意大利的支持下西班牙法西斯政权建立
- 11月25日

反共產國際協定
- 12月12日

西安事變

### 1937年
- 7月7日

蘆溝橋事變，中日戰爭爆發。
- 12月11日

法西斯意大利退出國際聯盟。

### 1938年
- 3月12日

德奧合併。
- 9月30日

慕尼黑協定。

### 1939年
- 1月25日

費米等人在哥倫比亞大學，成功利用鈾的氧化物進行首次的核分裂實驗。核分裂實驗的成功，成為日後核子武器發展的開端。
- 3月15日

納粹德國吞併捷克斯洛伐克。
- 3月23日

納粹德國吞併立陶宛的梅梅爾。
- 8月23日

蘇德互不侵犯條約。
- 9月1日

納粹德國進攻波蘭。

## 外部連結
- 法國黃皮書 （页面存档备份，存于），耶魯大學法學院，亞法隆計畫。
- 蘇德關係(1939年-1941年) （页面存档备份，存于），耶魯大學法學院，亞法隆計畫。
- 英國戰時藍皮書 （页面存档备份，存于） ，耶魯大學法學院，亞法隆計畫。
- 蘇德關係(1939年-1941年) （页面存档备份，存于）。